# Fernando Sancho

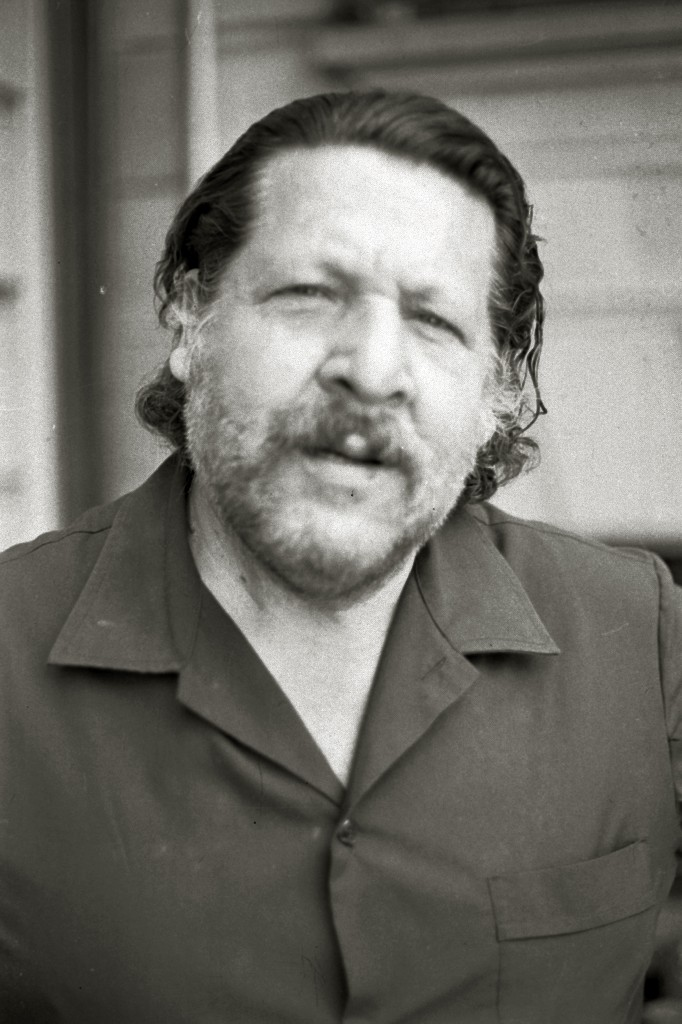
Fernando Sancho, 1970

Fernando Sancho Les (* 7. Januar 1916 in Saragossa (Spanien); † 31. Juli 1990 in Madrid) war ein spanischer Schauspieler.

## Leben
Nach seinem ersten Film Orosia (1944) wurde Sancho vor allem durch zahlreiche Rollen in Italo-Western bekannt. Dabei spielte er zumeist charismatische Banditen mexikanischer Herkunft. Auch in einigen Hollywood-Großproduktionen trat Sancho als Nebendarsteller auf, so in den Monumentalfilmen König der Könige (1961) und Lawrence von Arabien (1962) sowie in 55 Tage in Peking (1963).
Sancho spielte auch in vier Karl-May-Filmen mit: in Die Sklavenkarawane (1958) und Der Löwe von Babylon (1959), beidesmal als Professor Ignaz Pfotenhauer, und 1965 in Durchs wilde Kurdistan und in Im Reiche des silbernen Löwen als Padischah.
Ein Jahr vor seinem Tod war Sancho ein letztes Mal in dem Horrorfilm „La Luna negra“ (1989), neben Mario Adorf, zu sehen. Sancho starb an einem Krebsleiden. Sein gleichnamiger Sohn wurde als Komponist bekannt.

## Auszeichnung
Im Jahr 1973 erhielt er den CEC Award als bester Nebendarsteller im Film La Guerrilla von 1972.

## Filmografie (Auswahl)
- 1944: Orosia – Regie: Florián Rey[1]
- 1953: Der Verräter des Herrn – Judas Ischariot (El beso de Judas)
- 1958: Die Sklavenkarawane
- 1959: Der Löwe von Babylon
- 1961: Die Irrfahrten des Herkules (Goliath contro i giganti)
- 1961: König der Könige (King of kings)
- 1962: Bienvenido, padre Murray
- 1962: Lawrence von Arabien (Lawrence of Arabia)
- 1962: Der Teppich des Grauens
- 1962: Zorro – das Geheimnis von Alamos (La venganza del Zorro)
- 1963: 55 Tage in Peking (55 days at Peking)
- 1963: Abrechnung in Veracruz (El sabor de la venganza)
- 1963: Die drei Unerbittlichen (Tres hombres buenos)
- 1963: Einer rechnet ab (Los cuatreros)
- 1963: Mit Colt und Maske (Il segno del Coyote)
- 1964: Due mafiosi nel Far West
- 1964: Minnesota Clay
- 1964: Der Boss hat sich was ausgedacht (Echappement libre)
- 1964: Schnelle Colts für Jeannie Lee (Sfida a Rio Bravo)
- 1964: Die 7 aus Texas (Antes llega la muerte)
- 1965: 100.000 Dollar für Ringo (100.000 Dollari per Ringo)
- 1965: Agent 3S3 pokert mit Moskau (Agente 3S3 massacro al sole)
- 1965: Die Gejagten der Sierra Nevada (El ranch de los implacables)
- 1965: Herr Major, zwei Flaschen melden sich zur Stelle (I due sergenti del generale Custer)
- 1965: Der Mann, der kam, um zu töten (L'uomo dalla pistola d'oro)
- 1965: Eine Pistole für Ringo (Una pistola per Ringo)
- 1965: Ringo kommt zurück (Il ritorno di Ringo)
- 1965: Sancho – dich küßt der Tod (Sette magnifiche pistole)
- 1965: Die Todesminen von Canyon City (¡Que viva Carrancho!)
- 1965: Vollmacht für Jack Clifton (Agente 077 dal'oriente con furore)
- 1965: Durchs wilde Kurdistan
- 1965: Im Reiche des silbernen Löwen
- 1966: Die 7 Pistolen des McGregor (7 pistole per i MacGregor)
- 1966: Arizona Colt (Arizona Colt)
- 1966: Dinamita Jim
- 1966: Django – Die Geier stehen Schlange (7 dollarí sul rosso)
- 1966: Django – Nur der Colt war sein Freund (Django spara per primo)
- 1966: Ein fast perfekter Mörder (Delitto quasi perfetto)
- 1966: Lanky Fellow – Der einsame Rächer (Per il gusto di uccidere)
- 1966: Unter der Flagge des Tigers (El tigre de los siete mares)
- 1966: Donner über dem Indischen Ozean (Tormenta sobre el Pacífico)
- 1967: 10.000 blutige Dollar (10.000 dollari per un massacro)
- 1967: 100.000 verdammte Dollar (Voltati… ti uccido)
- 1967: Blaue Bohnen für ein Halleluja (Little Rita nel West)
- 1967: Chamaco (Killer Kid)
- 1967: Der Colt aus Gringo’s Hand (Un hombre y un colt)
- 1967: Django – der Bastard (Per 100.000 dollari t'ammazzo)
- 1967: Der Gehetzte der Sierra Madre (La resa dei conti)
- 1967: Die Gewalttätigen (Fugitivos en Rainbow)
- 1967: Die gnadenlosen Zwei (Odio per odio)
- 1967: Tal der Hoffnung (Clint el solitario)
- 1967: Verbrechen (Crimen)
- 1967: Wanted Johnny Texas (Wanted Johnny Texas)
- 1968: Carrera – Das Geheimnis der blonden Katze (El magnifico Tony Carrera)
- 1968: Ciccio perdona… io no!
- 1968: Copper Face (Tutto per tutto)
- 1968: Der Einsame (L'ira di Dio)
- 1968: Requiem für Django (Réquiem para el gringo)
- 1968: Sangue chiama sangue
- 1968: Sartana – Bete um Deinen Tod (…Se incontri Sartana prega per la tua morte)
- 1969: 20.000 dollari sporchi di sangue
- 1970: Chrysanthemen-Bande (La banda de los tres crisantemos)
- 1970: Gold Warriors (Sti mahi tis Kritis)
- 1970: In den Krallen des Unsichtbaren (La vie amoureuse de l'homme invisible)
- 1970: Rancheros (La diligencia de los condenados)
- 1971: El más fabuloso golpe del Far West
- 1971: Zwei Halleluja für den Teufel (Abre tu fosa, amigo, llega Sábata…)
- 1971: X 312 – Flug zur Hölle
- 1972: Los buitres cavarán tu fosa
- 1972: Una cuerda al amanecer
- 1972: Fünf Klumpen Gold (Tutti fratelli nel West… per parte di padre)
- 1972: Judas… ¡toma tus monedas!
- 1972: Whisky, Plattfüße und harte Fäuste (Los fabulosos de Trinidad)
- 1972: Zwei ausgekochte Halunken (La caza de oro)
- 1973: …E così divennero i tre supermen del West
- 1973: Fäuste – Bohnen und… Karate! (Storia di karatè, pugni e fagioli)
- 1973: Die Rückkehr der reitenden Leichen (El ataque de los muertos sin ojos)
- 1973: Zorro junior (Il figlio di Zorro)
- 1974: Fäuste wie Dynamit (Dallas)
- 1974: Der Sumpf der Raben (El pantano de los cuervos)
- 1975: Zorro junior (Il figlio di Zorro)
- 1978: Zwei tolle Käfer räumen auf
- 1981: El lobo negro
- 1981: La venganza del Lobo Negro
- 1984: Al Este del Oeste
- 1989: La luna negra